# Coleophora potentillae
Coleophora potentillae — вид лускокрилих комах родини чохликових молей (Coleophoridae).

## Поширення
Вид поширений майже по всій Європі.

## Опис
Розмах крил 8-10 мм. Передні крила блискучі, сірувато-бронзові, задні — темно-сірі. Вусики білі.

## Спосіб життя
Метелики літають з червня по серпень. Гусениці живляться різноманітними розоцвітими (переважно листям перстачу, шипшини, малини, ожини, сонцецвіту, берези). Вони живуть у білому чохлику.